# Панбе-Поште
Панбе-Поште (перс. پنبه پشته) — село в Ірані, у дегестані Хараджґіль, у бахші Асалем, шагрестані Талеш остану Ґілян. У переписі 2006 року вказане як окремий населений пункт, але без відомостей про чисельність населення.

## Клімат
Середня річна температура становить 10,15°C, середня максимальна – 25,23°C, а середня мінімальна – -5,65°C. Середня річна кількість опадів – 405 мм.
| Клімат поселення                              | Клімат поселення | Клімат поселення | Клімат поселення | Клімат поселення | Клімат поселення | Клімат поселення | Клімат поселення | Клімат поселення | Клімат поселення | Клімат поселення | Клімат поселення | Клімат поселення | Клімат поселення |
| Показник                                      | Січ.             | Лют.             | Бер.             | Квіт.            | Трав.            | Черв.            | Лип.             | Серп.            | Вер.             | Жовт.            | Лист.            | Груд.            |                  |
| Середній максимум, °C                         | 6,15             | 6,12             | 8,30             | 13,96            | 19,08            | 23,38            | 25,23            | 24,90            | 20,67            | 17,99            | 10,92            | 7,14             |                  |
| Середня температура, °C                       | 0,27             | 0,23             | 2,42             | 8,07             | 13,20            | 17,49            | 20,79            | 20,42            | 16,21            | 13,54            | 6,46             | 2,67             |                  |
| Середній мінімум, °C                          | −5,61            | −5,65            | −3,46            | 2,18             | 7,31             | 11,60            | 16,34            | 15,97            | 11,76            | 9,08             | 2,00             | −1,78            |                  |
| Норма опадів, мм                              | 32               | 32               | 49               | 54               | 45               | 20               | 13               | 14               | 28               | 44               | 35               | 39               |                  |
| Середньомісячна швидкість вітру, м/с          | 2.10             | 2.50             | 2.56             | 2.71             | 2.21             | 2.06             | 2.30             | 2.17             | 1.85             | 2.00             | 2.10             | 1.97             |                  |
| Середньомісячна сонячна радіація, кДж/м²·день | 7250             | 9776             | 12124            | 16176            | 19950            | 22822            | 23369            | 20026            | 16927            | 11937            | 8832             | 6873             |                  |
| --------------------------------------------- | ---------------- | ---------------- | ---------------- | ---------------- | ---------------- | ---------------- | ---------------- | ---------------- | ---------------- | ---------------- | ---------------- | ---------------- | ---------------- |
| Джерело:                                      |                  |                  |                  |                  |                  |                  |                  |                  |                  |                  |                  |                  |                  |